# Open the Gate
Az Open the Gate egy duplalemezes Lee "Scratch" Perry-album 1989-ből.

## Számok

### 1. lemez
1. Anthony Davis & Lee Perry – Words
2. Devon Irons & Dr. Alimantado – Vampire
3. The Heptones – Babylon Falling
4. The Upsetters – Babylon Falling Version
5. The Heptones – Mistry Babylon
6. The Upsetters – Mistry Babylon Version
7. Leroy Sibbles – Garden Of Life
8. Carlton Jackson – History
9. Junior Delgado – Sons Of Slaves
10. Watty Burnett – Open The Gate

### 2. lemez
1. Diamonds – Talk About It
2. Diamonds – Yama-Ky (Dub)
3. Eric Donaldson – Cherry Oh Baby
4. Watty Burnett – Rainy Night In Portland
5. Horace Smart – Ruffer Ruff
6. The Upsetters – Ruffer Dub
7. The Congos – Nickodeemus
8. Twin Roots – Know Love
9. Lee Perry – City Too Hot
10. Lee Perry – Bionic Rats
11. Junior Murvin – Bad Weed

## Zenészek
- Dob : Ben Bow & Sly Dunbar & Mikey Boo Richards
- Basszusgitár : Boris Gardiner
- Gitár : Michael Chung & Willie Lindo & Ronnie Williams & Geoffrey Chung & Robert Johnson & Ernest Ranglin & Chinna
- Orgona : Winston Wright
- Zongora : Keith Sterling
- Trombita : David Madden & Bobby Ellis
- Altszaxofon : Herman Marquis
- Fuvola : Egbert Evans
- Tenorszaxofon : Glen Da Costa & Dirty Harry
- Harsona : Vin Gordon
- Ütősök : Lee Perry & Scully Simms

## Külső hivatkozások
- https://web.archive.org/web/20080417224109/http://www.roots-archives.com/release/256